# Хардинг, Фрэнсис
Фрэнсис Хардинг (англ. Frances Hardinge; род. 1973) — британская детская писательница. Её дебютный роман «Fly by Night», выпущенный в России под названием «Fly by Night. Хроники Расколотого Королевства» издательством Clever, получил в 2006 году премию Branford Boase Award, а её роман «Дерево лжи» получил в 2015 году премию Ассоциации книготорговцев Великобритании Costa Book of the Year , впервые с 2001 года, когда аналогичную премию получил роман Филипа Пулмана «Золотой компас», Ассоциация присудила эту премию детскому писателю.
Хардинг обычно носит чёрную шляпу и старомодные наряды.

## Биография
Дочь Джулиана, 4-го барона Хардинга из Пенсхёрста. Родилась и выросла в старом доме в сельском Кенте. Хардинг с самого детства мечтала стать писательницей. В возрасте шести лет она написала рассказ на одну страницу, в котором уместила попытку отравления, инсценировку смерти и злодея, сброшенного с обрыва. Хардинг изучала английскую словесность и литературу в Колледже Сомервиль Оксфордского университета.
Карьера Хардинг в качестве писательницы началась после того, как она выиграла литературный конкурс рассказов в журнале. Вскоре после победы в конкурсе она написала в своё свободное от основной работы время «Fly by Night. Хроники Расколотого Королевства». Хардинг, после долгих уговоров подруги, тоже детской писательницы Рианнон Ласситер, согласилась показать роман издательству Macmillan, которое заключило контракт с Хардинг сразу на несколько книг, что позволило Хардинг уйти от работы графическим дизайнером и полностью заняться писательской деятельностью.
«Недобрый час» (Twilight Robbery) — это продолжение книги «Fly by Night. Хроники Расколотого Королевства», рассказывающее о продолжении приключений двенадцатилетней девочки Мошки Май, её домашнего питомца гуся Сарацина и напарника Эпонимия Клента.

## Публикации

### Романы
Первые восемь романов Фрэнсис Хардинг были выпущены в Великобритании издательством Macmillan.
- Fly by Night (2005), опубликованный в России под названием «Fly by Night. Хроники Расколотого королевства»[3]
- Verdigris Deep (2007); издан на русском языке издательством Clever в 2017 году под названием «Колодец желаний».
- Gullstruck Island (2009)
- Twilight Robbery (2011); продолжение романа «Fly by Night. Хроники Расколотого Королевства», выпущен в России издательством Clever в 2016 году под названием «Недобрый час»[3].
- A Face Like Glass (2012)
- Cuckoo Song (2014); выпущен в России издательством Clever в 2016 году под названием «Песнь Кукушки»[3].
- The Lie Tree (2015); выпущен в России издательством Clever в 2016 году под названием «Дерево Лжи».
- A Skinful of Shadows (2017); выпущен в России издательством Clever под названием «Девочка с медвежьим сердцем».
- Deeplight (2019); выпущен в России издательством Clever в 2020 году под названием «Свет в глубине».